# Compensador síncrono estático

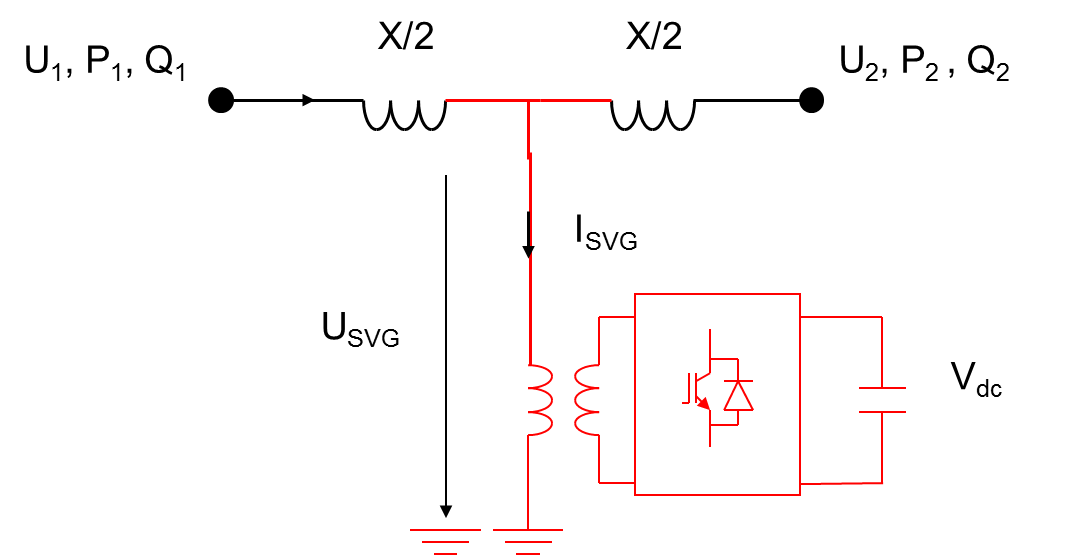
Diagrama de un FACTS de tipo STATCOM, detalle de componentes,

Un compensador síncrono estático (STATCOM, del inglés "static synchronous compensator"), también conocido como condensador síncrono estático (STATCON, del inglés "static synchronous condenser"), es un dispositivo de regulación utilizado en redes de transmisión de energía de corriente alterna (CA). Está basado en un convertidor de energía y puede actuar como fuente o como sumidero de potencia reactiva de CA en una red eléctrica. Si se encuentra conectado a una fuente de energía también puede proporcionar potencia activa.  Es un miembro de la familia de dispositivos FACTS.
Estos compensadores son también aplicables para reducir fluctuaciones de voltaje.

## Usos
Usualmente se instala un STATCOM para apoyar redes eléctricas que tienen un factor de potencia pobre y a menudo una regulación de voltaje pobre.

## Construcción y operación
Un STATCOM es un dispositivo basado en un convertidor alimentado por voltaje (VSC), con la fuente de voltaje detrás de un reactor.
La fuente de voltaje es creada a partir de un capacitor de DC, por lo que un STATCOM tiene muy poca capacidad de potencia activa. Sin embargo, su capacidad de potencia activa puede ser aumentada si un dispositivo de almacenamiento de energía adecuado se conecta al capacitor de DC.
La potencia reactiva en los terminales del STATCOM depende de la amplitud de la fuente de voltaje. Por ejemplo, si el voltaje del VSC es más alto que el voltaje de CA en el punto de conexión, el STATCOM genera corriente reactiva; en cambio, cuándo la amplitud de la fuente de voltaje es más baja que el voltaje de CA, absorbe potencia reactiva.
El tiempo de respuesta de un STATCOM es más corto que el de un compensador VAR estático (SVC), principalmente debido a los rápidos tiempos de conmutación proporcionados por los IGBTs del VSC. El STATCOM también proporciona mejor soporte de potencia reactiva a bajos voltajes de AC que un SVC, dado que la potencia reactiva de un STATCOM disminuye linealmente con el voltaje de CA, debido a que la corriente puede mantenerse en el valor nominal incluso con bajo voltaje de AC).

## Dispositivos similares
Un compensador VAR estático también puede ser utilizado para mejorar la estabilidad del voltaje.  Sin embargo, un STATCOM tiene mejores características que un SVC. Cuando el voltaje del sistema cae lo suficiente como para forzar la corriente de salida del STATCOM a su máximo, su máxima corriente reactiva de salida no será afectada por la magnitud de voltaje. Por lo tanto,  exhibe características de corriente constante cuando el voltaje se encuentra bajo el límite. En contraste la salida reactiva del SVC es proporcional al cuadrado de la magnitud de voltaje. Esto hace que la potencia reactiva proporcionada disminuya rápidamente cuando el voltaje disminuye, reduciendo con ello su estabilidad. Además, la velocidad de respuesta de un STATCOM es mayor que la de un SVC y la emisión armónica menor. Sin embargo, los STATCOMs típicamente exhiben pérdidas más altas y pueden ser más costosos que SVCs, por lo que la tecnología SVC sigue estando bastante extendida.